# 크라스키노 토성
크라스키노 토성(-土城, Краскинское городище)은 러시아의 연해주 크라스키노에 있는 고구려 및 발해 유적이다.

## 개요
본래 이 토성은 발해의 유적지로 알려졌지만 2009년 성 내 주거지 터 최하층에서 채취한 목탄을 측정한 결과 이 지역의 문화층(당대 문화의 흔적이 있는 지층)의 연대가 530년으로 나타났다. 그리하여 이 성이 본래 고구려 안장왕 때 축조된 성으로 수정되었다. 발해 때엔 염주성(鹽州城)으로 불렀다. 포시예트 만 안쪽의 습지에 축조된 항만 유적이고 남북 380m, 동서 300m로 사각형 모양으로 되어 있으며 북쪽으로 뻗어있는 제철장 성벽에 둘러싸여 있다.
이곳에서 일본이나 신라 사이의 사절이 갔다 온 해상 교통과 육상 교통의 중심지라고도 불리고 있다.
불교사찰이나 온돌 등도 발견되었다.